# Refuse/Resist
«Refuse/Resist» es un sencillo de la banda brasileña Sepultura, lanzado en 1994. Hace parte del quinto álbum de estudio Chaos A.D. Contiene poco más de tres minutos de duración y fue producido por Andy Wallace bajo el sello discográfico Roadrunner Records. La canción fue escrita por todos los integrantes de la banda. La canción fue listada en la posición # 26 como una de las 40 canciones más grandiosas del metal.
Diversas bandas de género metal han versionado la canción, entre ellas la agrupación finlandesa Apocalyptica del álbum Inquisition Symphony, Soulfly en el DVD The Song Remains Insane, Hatebreed en el material For the Lions, entre muchos otros.

## Posicionamiento
| Lista        | Posición |
| ------------ | -------- |
| Chart Log UK | 51       |
| Iris Charts  | 8        |